# Federação Anarquista Informal/Frente Revolucionária Internacional
A Federação Anarquista Informal/Frente Revolucionária Internacional é uma federação anarquista insurrecionária internacionalista de origem italiana, que atua como guerrilha urbana descentralizada e realiza frequentes ataques armados contra instituições estatais, policiais ou pertencentes à União Europeia. É considerada uma organização terrorista pelo Estado Italiano, sendo vista por alguns especialistas como a "maior ameaça armada não-jihadista" no país. A FAI/FRI possui células em diversas outras nações, como Bolívia, Chile, Argentina, Reino Unido, Rússia e Indonésia; Além disso, atua em conjunto com a Conspiração das Células de Fogo na Grécia.

## História

### Precedentes
A Itália foi um dos berços do movimento anarquista, contando com figuras importantes como Carlo Cafiero e Errico Malatesta. Particularmente, antes da Segunda Guerra Mundial, o anarquismo italiano mantinha fortes tradições de Ilegalismo e Ação direta.
Entre a década de 1960 e 1990, a Itália passou pelo período que veio a ser chamado de "Anos de Chumbo", marcado pelo terrorismo urbano vindo tanto de grupos radicais de esquerda como de organizações neofascistas. Durante esse período, um ressurgimento no interesse pelas tradições ilegalistas do anarquismo levou filósofos como Alfredo Bonanno a defender a criação de uma rede coordenada de grupos libertários mediterrâneos, com base na Itália, Grécia e Espanha. De acordo com o pesquisador e professor Francesco Marone, da universidade de Pavia, é possível observar a influência de Alfredo Maria Bonanno na formação ideológica da FAI/FRI, que viria a preencher o vácuo deixado pela dissolução das Brigadas Vermelhas em 2003.

### Formação
A Federação Anarquista Informal entrou em atividade em 2003 e se apresentou pela primeira vez através de um manifesto intitulado Carta aberta ao movimento anarquista e anti-autoritário, divulgado após uma série de ataques ataques a bomba próximos à residência do ex-primeiro ministro da Itália e então presidente da Comissão Europeia Romano Prodi. Na ocasião, a organização se descreveu como uma “federação formada ou por grupos de ação ou por únicos indivíduos," sem uma liderança centralizada. Ainda no mesmo ano, o grupo realizou ataques a instituições da União europeia com cartas-bombas.
Em sua formação, a FAI era constituída de quatro organizações clandestinas atuando de forma federada: Solidarietà Internazionale (Solidariedade Internacional), Cooperativa Artigiana Fuoco e Affini – Occasionalmente Spettacolare (Cooperativa Artesanal de Fogo e Afins - Ocasionalmente Espetacular), Brigata 20 Luglio (Brigada 20 de Júlio) e Cellule contro il Capitale, il Carcere, i suoi Carcerieri e le sue Celle (Célula contra o Capital, o Cárcere, seus Carcereiros e suas Celas, ocasionalmente chamada de Cinco C's). Alguns desses grupos já realizavam ataques incendiários desde 1999.
A partir de 2010, o grupo passou a se internacionalizar, adotando o novo nome Federação Anarquista Informal/Frente Revolucionária Internacional. Além da itália, a organização passou a contar com células na Argentina, Bolivia, México, Russia, Indonésia e Reino Unido. Na Grécia, membros locais da federação trabalham frequentemente em conjunto com a Conspiração das Células de Fogo, organização com o qual compartilham grande parte de sua orientação ideológica e prática. Os quadros internacionais da FAI/FRI realizaram ataques incendiários e a bomba na América Latina e no Reino Unido ao longo dos anos 2010. Em 2010, o grupo enviou cartas-bomba às embaixadas sueca e chilena em Roma. Em 2011, cartas-bomba foram enviadas ao banqueiro Josef Ackermann, do Deutsche Bank.

### Atentado a Roberto Adinolfi
Em 2012, a organização realizou um atentado contra o presidente-executivo da Ansaldo Nucleare, Roberto Adinolfi. Adinolfi foi baleado nas pernas três vezes por dois militantes em uma motocicleta enquanto saía de casa em Génova, fraturando seu joelho. A fratura no joelho ecoa tipos de ataque não-letal usados pelas Brigadas Vermelhas como forma de intimidação. A ação foi reivindicada pela "Célula Olga da FAI/FRI" através de um comunicado de quatro páginas enviado ao jornal Corriere della Sera. Os dois integrantes da célula, Alfredo Cospito e Nicola Gai, foram posteriormente presos em Turim e condenados a 10 anos e 8 meses, e 9 anos e 4 meses de prisão respectivamente. Cospito realizou uma primeira greve de fome na prisão em protesto ao bloqueio de cartas enviadas por membros da FAI/FRI, familiares e simpatizantes anarquistas. A empresa Ansaldo Nucleare já havia sido alvo de atentados durante os Anos de Chumbo na Itália.

#### Greve de fome de Alfredo Cospito entre 2022-2023

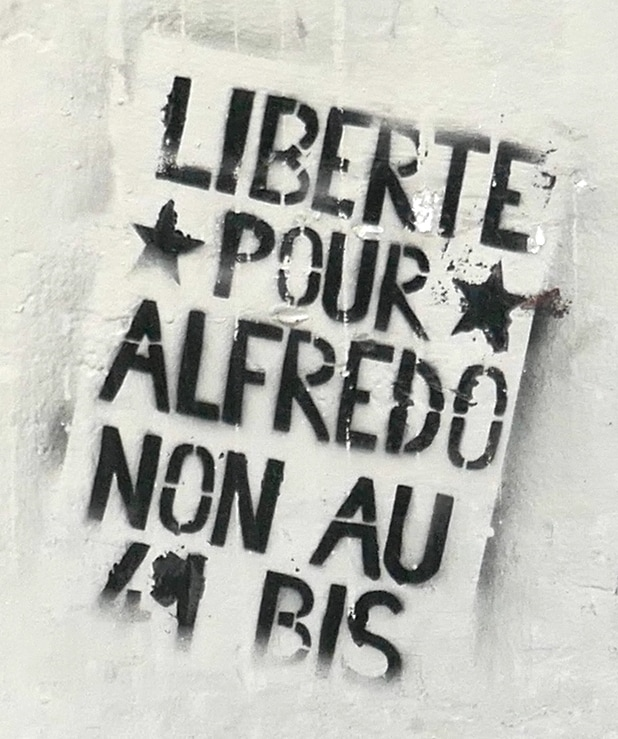
Grafite Stencil na Suíça em apoio a Alfredo Cospito, exigindo sua liberdade e o fim do 41bis.

A pena de Cospito foi posteriormente elevada para prisão perpétua pelo envolvimento em uma tentativa de ataque com bomba potencialmente fatal a uma academia dos Carabinieri perto de Turim, em 2006. Sua parceira, Anna Beniamino, também foi presa. Em maio de 2022, Cospito foi movido à prisão de Bancari em Sássari para servir no regime prisional altamente restrito 41-Bis, originalmente criado para impedir a comunicação de líderes da Máfia italiana com membros de suas organizações. Entre outras restrições previstas no regime está o encarceramento solitário de até vinte e duas horas por dia.
Em resposta, Alfredo Cospito iniciou uma greve de fome para protestar as condições de seu cárcere em 20 de outubro de 2022, atraindo atenção internacional às condições severas do 41-Bis. Em fevereiro de 2023, Cospito já havia perdido mais de 50kg. A greve de fome de Cospito levou a uma série de protestos e demonstrações de solidariedade por organizações anarquistas dentro e fora da itália. Outros anarquistas encarcerados e membros da FAI/FRI também realizaram greves de fome em solidariedade. Apesar disso, até março de 2022, estava definido que Alfredo Cospito seguiria no regime 41-Bis. Devido à deterioração de sua saúde, foi movido para uma prisão no Milão no final de fevereiro.

### Outras ações
A FAI/FRI Célula Santiago Maldonado realizou ataques a bomba contra viaturas dos Carabinieri em Roma, sem chegar a deixar feridos. Em 2015, o Grupo Kapibara FAI/FRI realizou um incéndio em um metrô de Santiago (Chile), e no começo de 2016 o mesmo grupo causou um incêndio em um campus da Universidade Andrés Bello. Em 2017, um grupo afiliado à FAI/FRI realizou ataques incendiários a carros em Oaxaca, e no ano seguinte uma organização Grega membro da FAI/FRI realizou um ataque a bomba em Atenas. Em 2020, a FAI/FRI Nucleus Mikhail Zhlobitsky reivindicou o envio de uma série de cartas-bomba por toda a Itália. Ataques atribuídos às células argentinas da organização foram realizados em 2021, mas sem reivindicação.

## Ideologia
A FAI/FRI se encaixa nas tradições insurrecionárias e antiorganizacionistas do movimento anarquista, e mantém uma grande proximidade com o anarcoindividualismo. O grupo se opõe ao Estado, Sistema Capitalista e à organização hierárquica. Ademais, também se opõe ao Marxismo, afirmando-se na Carta Aberta ao movimento Anarquista e Antiautoritário:
| “ | Radicalmente avessos a qualquer câncer marxista, uma sereia encantadora incitando a libertação dos oprimidos, mas na realidade uma máquina encantadora que esmaga a possibilidade de uma sociedade libertada ao substituir um domínio por outro. | ” |
|   | — FAI/FRI, (tradução livre). |   |

Como alternativa, a federação propõe uma sociedade baseada nos princípios de autogestão, apoio mútuo e liberdade. Adicionalmente, o grupo se opõe à "exploração da natureza pelo homem", e ao que considera um "ecocídio" moderno. A FAI/FRI frequentemente tem representantes da industria energética nuclear como alvos em seus ataques. A federação também é fervorosamente oposta à União Européia.
A FAI/FRI tem como aliada próxima a organização anarquista grega Conspiração das Células de Fogo. Ambas compartilham táticas e teoria, convergindo por exemplo quanto à oposição ao anarquismo organizacionista e em suas analises do uso da anonimidade.

## Estrutura
A FAI/FRI se descreve em seu manifesto como uma organização “informal” por “não acreditar em vanguardas, nem se considerar uma minoria esclarecida e ativa”. Em seu projeto, o grupo promove a luta armada, mas rejeita características típicas de guerrilhas urbanas, como a presença de quadros executivos, membros regulares e irregulares e a organização hierárquica. A essa ultima o grupo se opõe em parte por considerá-la ineficiente e frágil, observando que “basta um policial infiltrado ou informante para que toda a organização ou uma boa parte dela colapse como um castelo de cartas”. Outra razão para a oposição é a crença de que tais formas de organização poderiam levar a uma burocratização do movimento, de forma a torná-lo autoritário.
Assim, a FAI/FRI opera como uma federação de organizações que muitas vezes não tem conexão material algum umas com as outras, ou mesmo conhecimento da existência dos outros membros. As células internacionais da FAI/FRI tendem a formas suas próprias alianças com grupos anarquistas locais. Alguns grupos de afinidade que compõem a FAI/FRI chegam a ter apenas dois membros, como o de Alfredo Cospito, ou mesmo a serem o trabalho de indivíduos isolados. Ainda assim, existe um nível de coordenação entre partes da organização, e sabe-se de ao menos uma reunião realizada em 2006 para discutir os rumos da federação.

## Lista de Células e Organizações membros
| Continente     | País          | Célula ou Organização |
| -------------- | ------------- | --- |
| Europa         | Grécia        | Conspiração das células de fogo - Frente Revolucionária Internacional; Grupos Revolucionários para a Propagação do Terror do Vandalismo - Frente Revolucionária Internacional |
| Europa         | Rússia        | ELF Federação Anarquista Informal Rússia (FAI) / Rede Internacional de ação e solidariedade / Frente Revolucionária Internacional; |
| Europa         | Inglaterra    | Federação Internacional Informal Anarquista / FAI; |
| Europa         | Países Baixos | Conspiração das Células de Fogo - Célula Holandesa |
| Europa         | Itália        | FAI/Cooperativa Artigiana fuoco e aliada (ocasionalmente espetacular) / Frente Revolucionária Internacional; FAI/Brigada 20 de julho / Frente Revolucionária Internacional; FAI/Irmãs em armas núcleo Mauricio Morales / Frente Revolucionária Internacional; Célula revolucionária FAI/Lambros Fountas; FAI/Solidariedade Internacional; FAI/Revolta Animal; FAI/Núcleo Revolucionário Horst Fantazzini; FAI/Célula contra o Capital, o Cárcere, seus Carcereiros e suas Celas (Cinco C's); FAI/Célula armada pela Solidariedade Internacional; FAI/Narodnaja Vojla; |
| América Latina | Bolívia       | Célula Anárquica pela Solidariedade Revolucionária; |
| América Latina | México        | Federacion Anarquista Informal/Acrata; Frente de Libertação da Terra (FLT)/Rede Internacional de Ação e Solidariedade; Célula Mariano Sánchez Añón/Federação Anarquista Informal; Grupo Informal Anti-civilização; Comando de Individuos Livres, Perigosos, Selvagens e Incendiários pela Peste Negra /FAI/Rede Global; Ludistas contra a domesticação da natureza selvagem/FAI/Rede Global; Célula Eco Anarquista pelo ataque direto/FAI/Rede Global; |
| América Latina | Peru          | Círculo de Ação Iconoclasta/FAI |
| América Latina | Argentina     | Amigxs da Terra – Federação Anarquista Informal |
| América Latina | Chile         | Frente Internacional Revolucionária/Comando Insurrecional Aracely Romo Comando 8 de dezembro/Coordenação Internacional FAI Grupo Kapibara - FAI/FRI |
| Ásia           | Indonésia     | Federação Anarquista Informal - Seção da Indonésia |